# Брациговска архитектурно-строителна школа
Брациговската архитектурно-строителна школа е местна архитектурно-строителна школа с център Брацигово. Развива се в Северните Родопи, Пазарджишко и Пловдивско. Възниква след масовото преселение на българи от Югозападна Македония - предимно от костурските Омотско, Слимница и Орешче в края на XVIII век.